# Кабаньяс, Роберто
Робе́рто Каба́ньяс Гонса́лес (исп. Roberto Cabañas González; 11 апреля 1961, Пилар, Парагвай — 9 января 2017, Асунсьон, Парагвай) — парагвайский футболист, выступавший на позиции нападающего.

## Карьера

### Клубная
За свою карьеру выступал за парагвайские, американские (лучший бомбардир NASL в составе «Нью-Йорк Космос»), колумбийские, французские, аргентинские и эквадорские клубы. В Аргентине он быстро полюбился болельщикам «Бока Хуниорс» из-за своего темперамента и недолюбливания игроков «Ривер Плейт».
В клубе «Америка Кали» Кабаньяс получил прозвище «Волшебник из города Пилар». Он был темпераментным игроком, хорошо чувствовал поле и мяч. Запомнился своими эффектными движениями и своей манерой праздновать голы, например, демонстрацией белого браслета или акробатическими кульбитами. Он был одним из тех игроков, которые стали частью золотого поколения Америки и достигли высот в Кубке Либертадорес, победив в 1986 году «Ривер Плейт», а в 1987 году — «Пеньяроль».
Его переход во французский футбол в 1988 году был результатом договорённости между руководством Америки и «Бреста». В конце концов, после многих споров Кабаньяс начал играть во Франции.
В начале 2000 года он вернулся в футбол, чтобы сыграть один сезон за «Реал Картахена», ему в то время было уже 39 лет.

### Карьера в сборной
Был ключевым игроком в сборной Парагвая. С ним команда выиграла Кубок Америки по футболу 1979 года и вошла в историю, в связи с участием в финальных стадиях Чемпионата мира 1986 в Мексике. Парагвай попал в группу вместе с Ираком, Мексикой и Бельгией (в матче с последними он забил два гола, чем помог команде вырвать ничью 2:2), но в 1/8 финала Парагвай был разбит Англией со счётом 0:3.

### Тренерская
В качестве технического директора он работал в своём бывшем клубе «Америка Кали» в Колумбии. Вначале был помощником главного тренера, колумбийца парагвайского происхождения, Херардо Гонсалеса Акино (также бывший игрок «Америка Кали»), который прибыл в клуб в 2006 году, чтобы заменить Бернардо Редина. Гонсалес Акино был отстранен от должности 13 февраля 2007 года. Предполагалось, что Кабаньяс возглавит клуб вместе с ассистентом, Алексом Эскобаром (ещё один бывший игрок Америки 80-х годов), в день празднования 80-й годовщины клуба. Это было спорное решение, так как у парагвайца практически не было опыта работы с командой. Он был уволен после двенадцати игр, из которых клуб выиграл только две, шесть сыграл вничью и проиграл четыре. Эскобар стал преемником Кабаньяса, и команда стала выглядеть гораздо более достойно в последних матчах турнира.